# Fermi-Impuls
Der Fermi-Impuls {\displaystyle p_{\text{F}}} ist der Impuls, welcher der Fermi-Energie {\displaystyle E_{\text{F}}} entspricht:
{\displaystyle p_{\text{F}}=\hbar k_{\text{F}}={\sqrt {2mE_{F}}}}
mit {\displaystyle k_{\text{F}}^{2}={\frac {2mE_{F}}{\hbar ^{2}}}\Leftrightarrow k_{\text{F}}={\frac {\sqrt {2mE_{F}}}{\hbar }}}.
Im Falle von {\displaystyle T=0} K ist {\displaystyle p_{\text{F}}} der maximale Impuls des energiereichsten Elektrons in einem Festkörper. Im Impulsraum kann man so die Fermi-Kugel definieren, die den Radius {\displaystyle p_{\text{F}}} hat und so alle vorhandenen Elektronenimpulse enthält.